# Naturschutzgebiet Tatternsteine mit Talaue
Das Naturschutzgebiet Tatternsteine mit Talaue ist eine im Gedautal bei Stolberg in der Städteregion Aachen gelegene Naturschutzfläche. Diese ist eines von derzeit 37 Naturschutzgebieten der Stadt Stolberg (Rhld.). Es befindet sich auf einer Höhe von ca. 210 m NN.
Die Besonderheit dieses Naturschutzgebietes stellt die spezielle Geologie in Form einer ca. 5 Meter hohen Felsformation, den Tatternsteine, dar. Diese sind von einer schützenswerten Flora und Fauna umgeben.

## Geologie
Im Ober-Karbon, vor ca. 320 Millionen Jahren, lagerte ein aus einem südlich vom heutigen Gedautal gelegenen Gebirge stammender Strom in einem breiten Flussdelta Schutt ab. An Stelle des ehemaligen Gebirges existiert heute die Eifel. Der abgelagerte Schutt bestand zum überwiegenden Teil aus Gesteinsbruchstücken und Verwitterungsschutt. Vermutlich hatte hier eine Meeressenke bestanden, die aufgefüllt wurde.
Diese Ablagerungen, die man als Gedauer Konglomerat bezeichnet, erreichen eine Mächtigkeit von bis zu 30 Metern. In der Umgebung von Stolberg entstanden auf diese Weise Höhenzüge (z. B. Burgholzer Konglomerat und Vichter Konglomerat im Naturschutzgebiet Kluckenstein), die aber in der Regel eine deutlich geringere Mächtigkeit besitzen. Sie finden sich im gesamten Muldenbereich der Inde und des Vichtbachs, die das südliche und westliche Stadtgebiet durchfließen.
Diese Ablagerung zusammen mit den über- und unterlagernden Schichten zeigen in der Umgebung Stolbergs den Beginn des Karbons an.
Der Schotter verfestigte sich im Laufe der Zeit und es entstand eine Art Naturbeton, den man als Gedauer Konglomerat bezeichnet, wobei der Name Gedau vom benachbarten ehemaligem Kupferhof Gedau stammt.
Konglomerate sind Sedimentpartikel. Diese sind in der Regel relativ grobkörnig, bei längeren Transportwegen des Gerölls jedoch feinkörnig bis sandig. Sie bestehen aus verschiedenen Gesteinsarten und sind aufgrund ihres Transports in der Regel abgerundet. Die Bindemittel können unterschiedlich sein. Teils findet man tonige, teils kieselige oder kalkige Materialien. Sie bestimmen die Härte des Konglomerats. Im Bereich des Gedauer Konglomerats findet man vor allem kieselige Bindemittel, die zur hohen Härte des Gesteins führen. Das die Tatternsteine bildende Gedauer Konglomerat ist grobkörnig ausgebildet, enthält gut gerundete Quarzgerölle sowie schwach gerundete Lydite. Hinzu kommen einzelne Tonstein- und Kohlenbruchstücke.

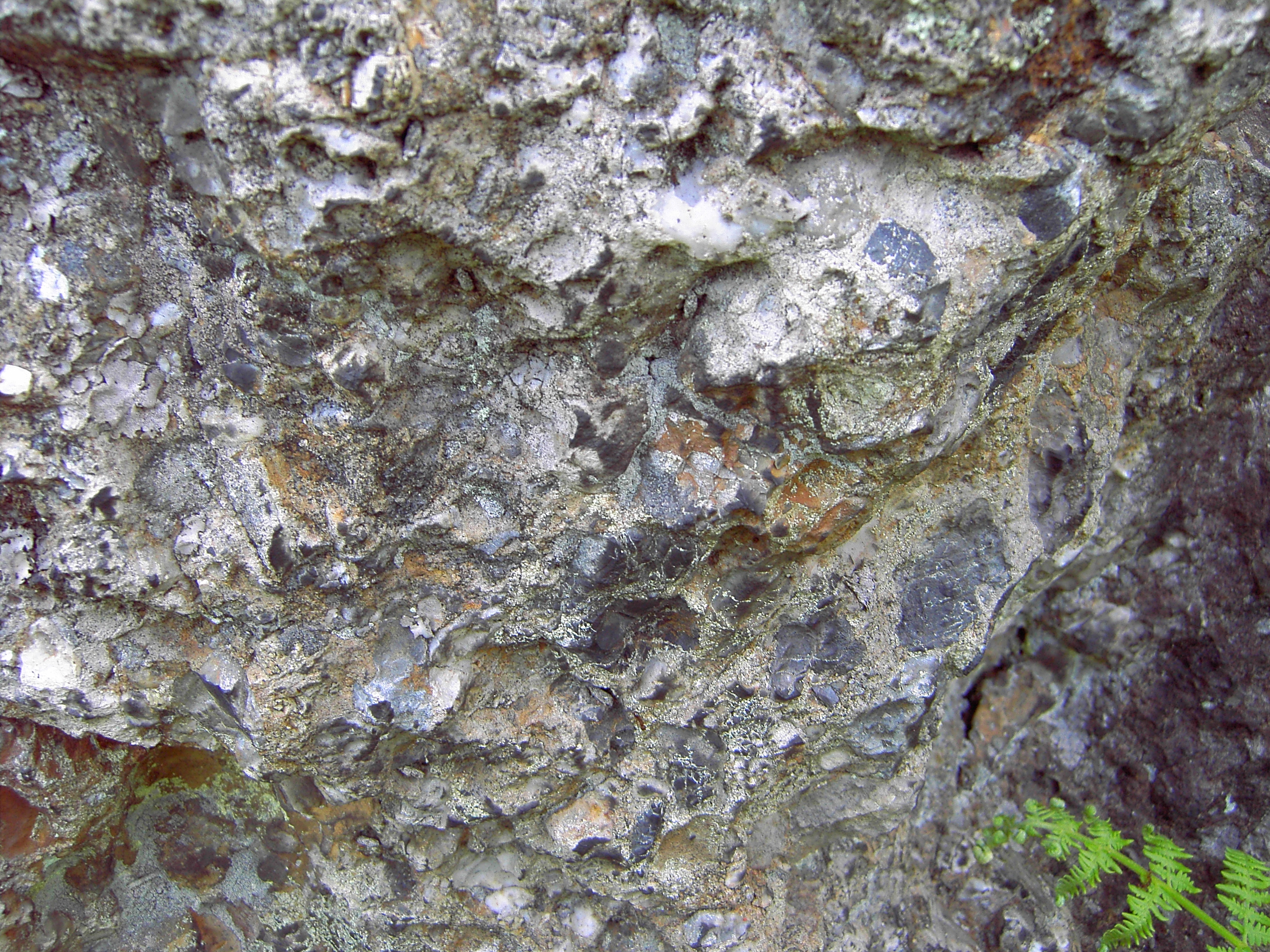
Aufnahme des Konglomerats
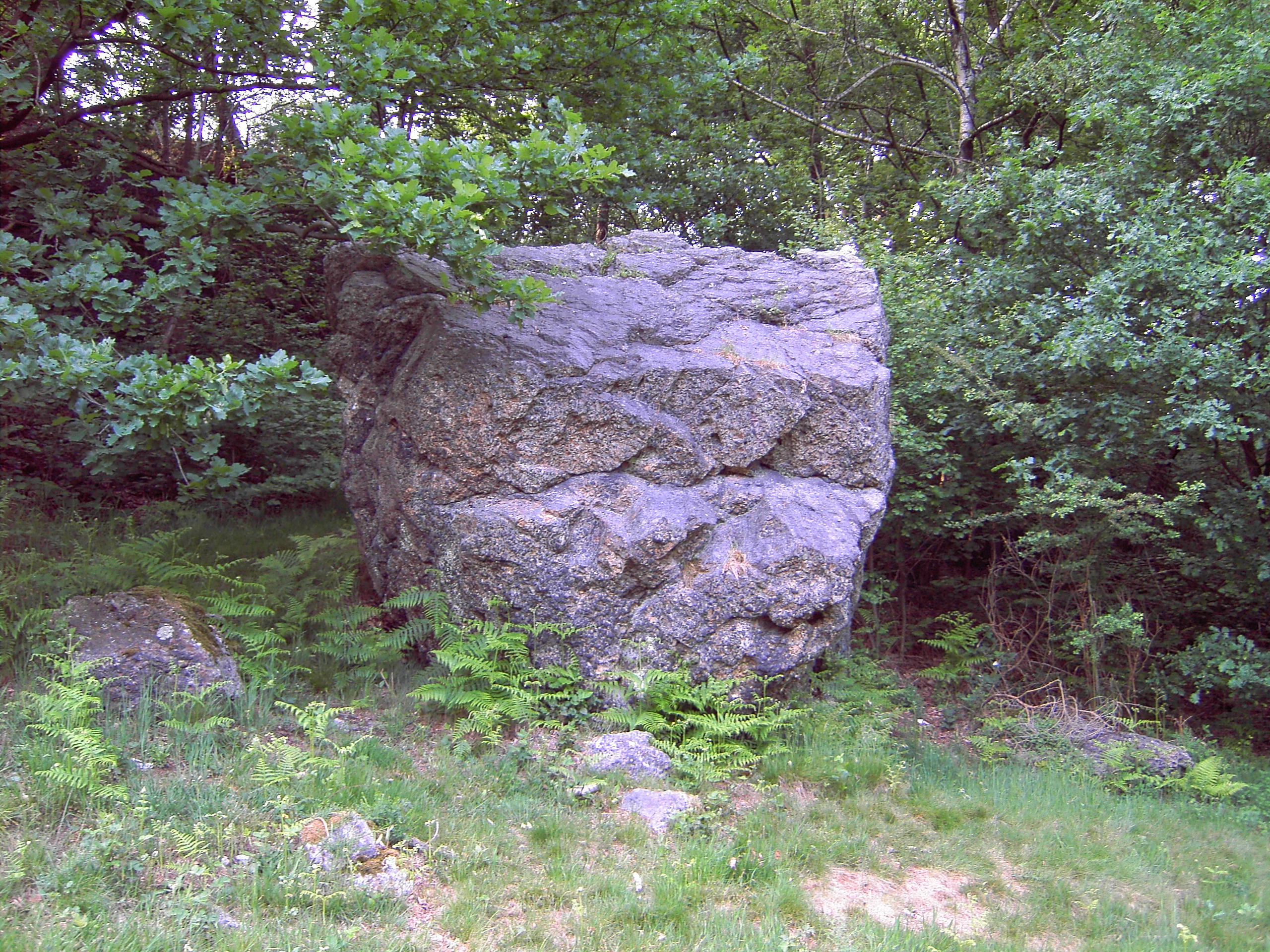
Konglomerat mit Farn und Eichen
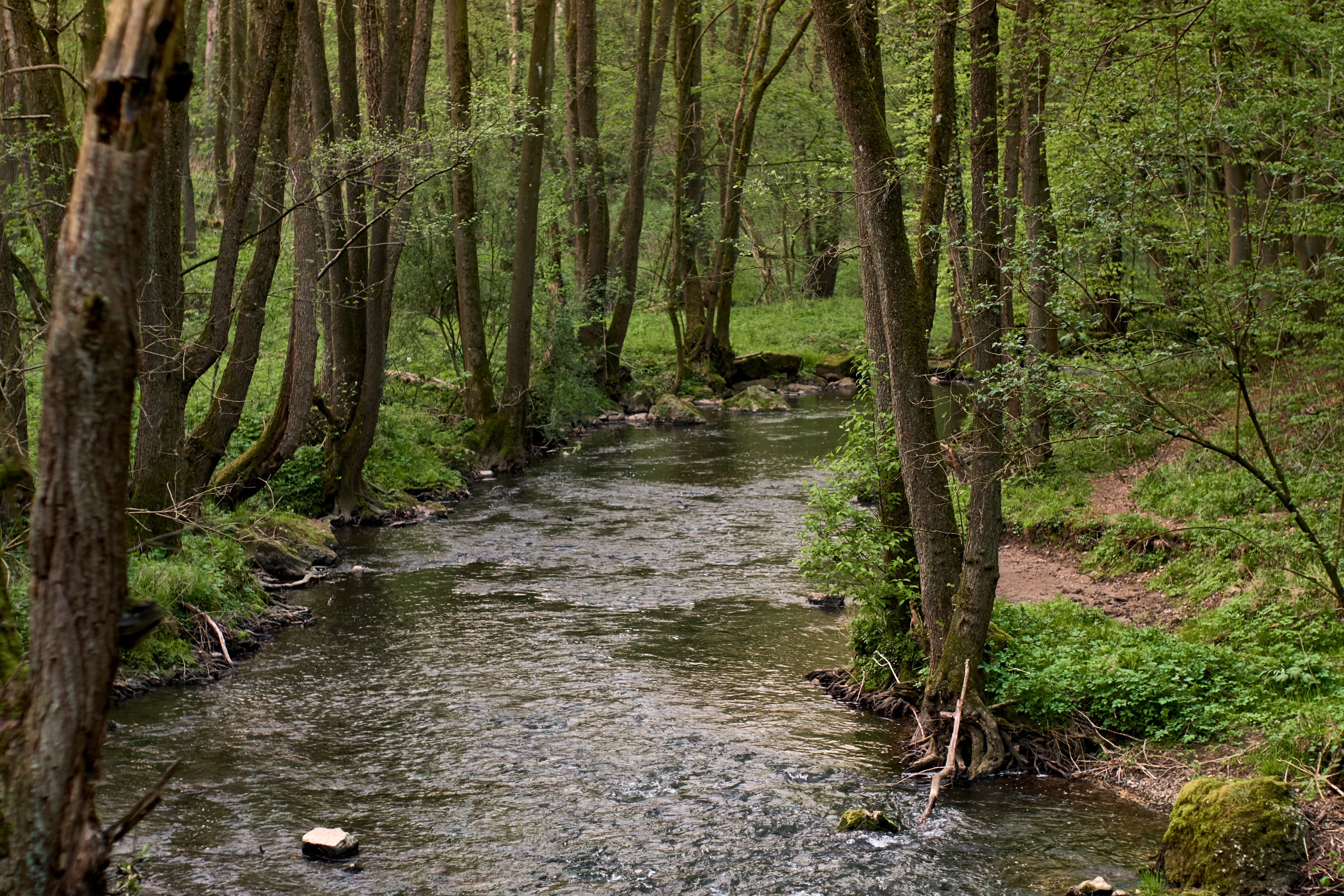
Die Inde im Naturschutzgebiet Gedau
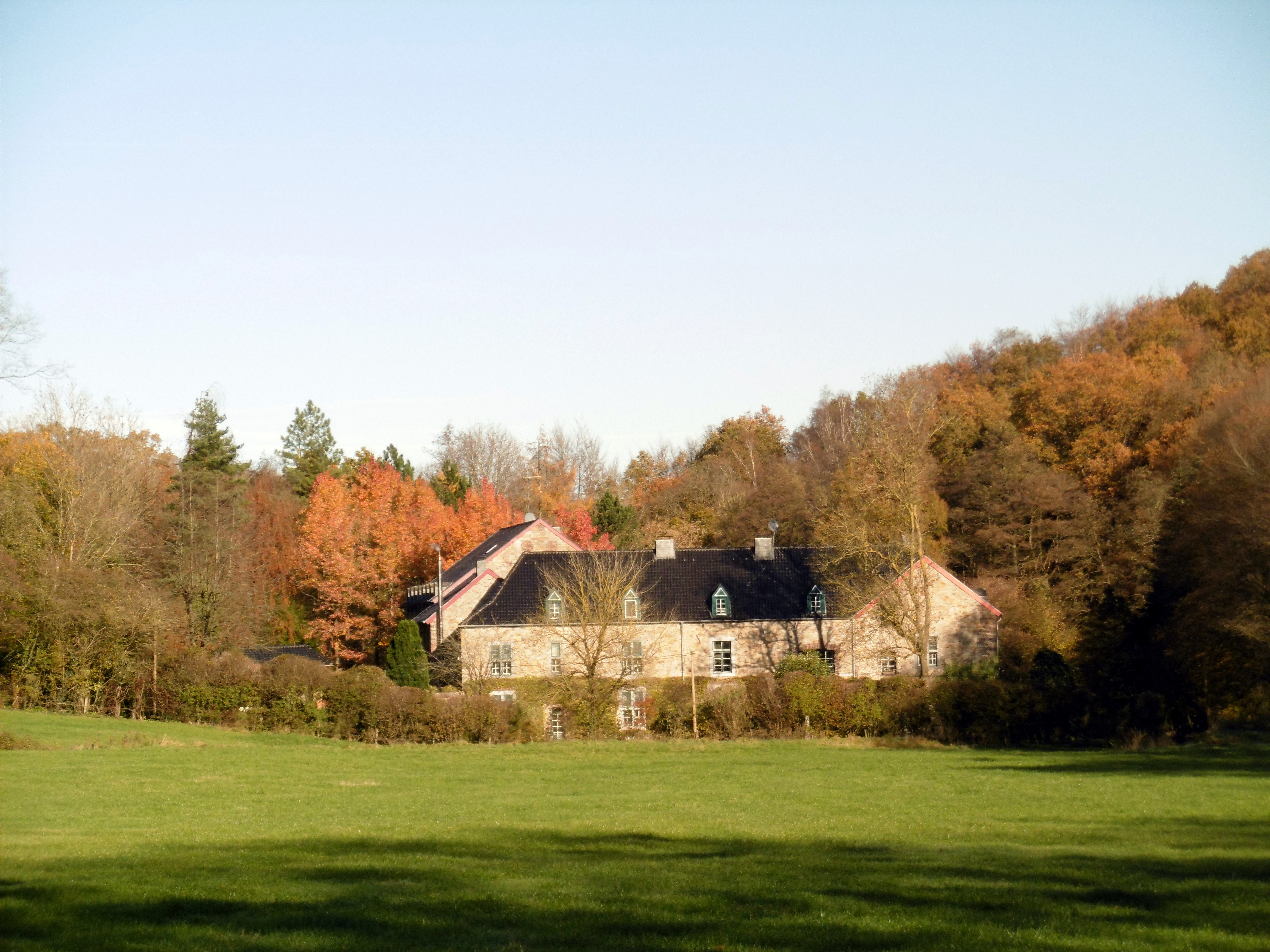
Gut Gedau 2011

## Flora
Das Gedautal ist durch eine reichhaltige Flora geprägt. Der Uferbereich der Inde zeigt die typische Bachflora mit ausgeprägtem Weidenbewuchs. In größerem Abstand zur Inde wachsen Birken und Stieleichen.
Die Umgebung der Felshänge der Tatternsteine ist durch dichte Adlerfarnhorste geprägt. Der Hangbereich wiederum trägt einen dichten Bewuchs aus Stieleichen und Birken. Hinzu kommen weite Gebiete, die mit Brombeersträuchern bewachsen sind. Der Unterwuchs der Stieleichen bzw. Birken ist erneut Adlerfarn. Durch kontinuierliche Beseitigung der Gehölze wird versucht, das Bewachsen der Tatternsteine zu verhindern.
Im Norden des Gebietes wächst eine kleine Ginsterhecke.
In einer Rekultivierungsmaßnahme wird versucht, am Felshang eine Pfeifengrasfläche anzusiedeln. Hierzu wurde damit begonnen, die Gehölzbeseitigung zu forcieren, damit eine Regeneration der Flächen möglich wird.

## Fauna
Das Naturschutzgebiet Tatternstein Talaue stellt aufgrund der Inde ein ideales Feuchtbiotop dar. Das klare Wasser bietet zahlreichen Fischen einen idealen Lebensraum. Gleichzeitig findet man in den feuchten Waldregionen eine große Zahl zum Teil seltene Amphibien.

## Bedrohung des Naturschutzgebietes
Das Naturschutzgebiet ist Teil eines Naherholungsgebietes.

## Volkstümliche Namen
- Zwergenhöhlen (In den Jahren 1950 bis 1970 lokal übliche Bezeichnung)
- Katzensteine